# Клюев, Митрофан Алексеевич
Митрофа́н Алексе́евич Клю́ев (21 апреля 1848 — 11 ноября 1924) — голова города Липецка, почетный гражданин Липецка.

## Биография
Клюев родился в Липецке в семье купца Алексея Герасимовича Клюева.
За свою жизнь много занимался благотворительностью, а в 55 лет — 13 января 1903 года — был избран головой Липецка.
19 ноября 1912 года стал «почетным гражданином града Липецка».
После октября 1917 года сложил с себя полномочия городского головы и остался жить в Липецке. Скончался 11 ноября 1924 года. Погребен на Преображенском кладбище в г. Липецке. В настоящее время могила Клюева утеряна.

## Деятельность
М. А. Клюев содействовал строительству напорного водопровода, гидроэлектростанции на реке Липовке, городской телефонной станции, большому торговому корпусу. При нём открылись первая поликлиника, первый кинотеатр, реальное училище, музей, городская библиотека, городское попечительство о бедных. Он был инициатором строительства Никольского храма.

При Клюеве появился Комсомольский пруд. Современник мэра Серафим Неверов писал в своих мемуарах: 
В 1911 году по распоряжению городского головы в этом месте разобрали плотину, затем очистили дно от мусора и ила, расширили водоём и обрамили его каменными берегами. Местному населению стало как-то неудобно бросать в него мусор или купать лошадей. И со временем пруд стал одним из излюбленных мест для отдыха горожан.
Известен такой случай. В 1877 году открылся детский приют на 5 человек; к 1913 году его численность выросла до 70 человек, однако средства на содержание остались прежними. Приют бедствовал. В 1913 году Клюев взял шефство над ним и ассигновал 150 рублей. На следующий год приют становится Липецкой женской гимназией (располагалась на Старобазарной площади; до наших дней здание не сохранилось — снесено).

## Память
15 июля 2006 года на Советской улице у Драматического театра установили памятник Клюеву. Авторы — скульптор В. Л. Челядин и архитектор С. А. Сошников.